# جیل هنسلوود
جیل هنسلوود (انگلیسی: Jill Henselwood؛ زادهٔ ۱ نوامبر ۱۹۶۲) سوارکار پرش اهل کانادا است.